# Polükhroniosz
Polükhroniosz (latinul: Polychronius), (? – 430 körül) apameiai püspök, ókeresztény egyházi író.
Mopszuesztiai Szent Theodórosz testvéreként született. Püspöki hivatása mellett az antiokheiai teológói iskola jelentős egzegétája volt, aki az Ószövetség könyveihez írt magyarázatokat. Ezekből csak töredékek maradtak fenn a katénákban (Jeremiáshoz, Ezékielhez, Dánielhez, és Jóbhoz).